# Kölner Bauerbänke

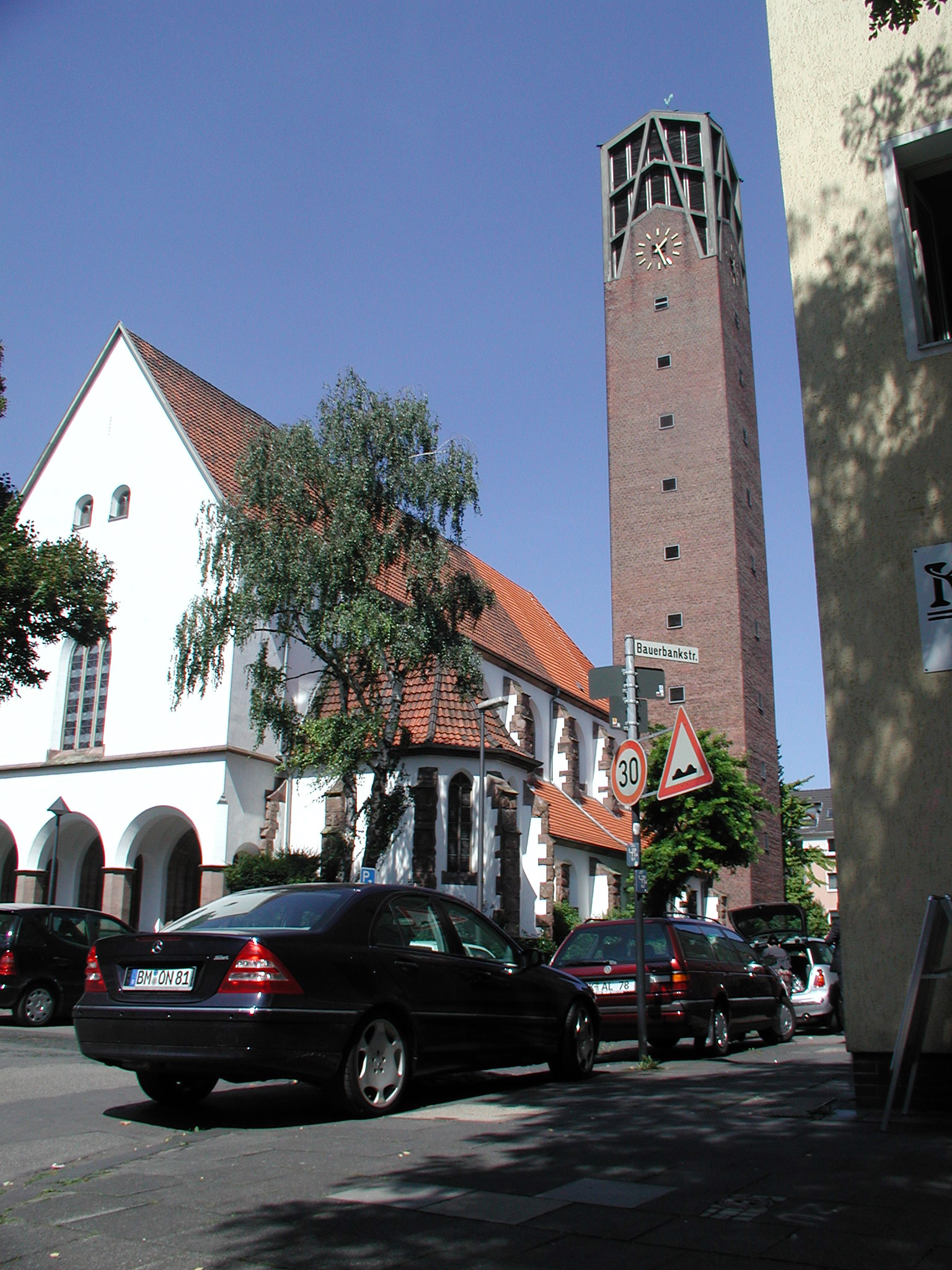
Die Bauerbankstraße an der Pfarrkirche Sankt Pius in Zollstock

Die Kölner Bauerbänke waren ursprünglich als Genossenschaften Kölner Grundbesitzer und Gutspächter gegründet worden. Sie entwickelten sich im Mittelalter zu Genossenschaften der Kölner Ackerbürger weiter. Ab dem 13. Jahrhundert wurden sie auch zu Gerichts- und Verwaltungskörperschaften, die bis 1798 Bestand hatten.

## Aufgaben und Statuten
Außer den im Rechtsstreit anzurufenden eigentlichen Gerichten gab es in Köln auch freiwillige Zusammenschlüsse unter den Ackerbürgern zur Regelung der bäuerlichen Verhältnisse, besonders zum Schutz gegen Feldfrevel und andere Übergriffe, die nach festen Statuten ihre Angelegenheiten zu richten hatten, die sogenannten „Bauerbänke“, „Geburschaften“ oder auch „Buirgedinge“.
Außerdem wurden sie durch den Rat der Stadt zu bestimmten öffentlichen Aufgaben herangezogen, vor allem zur Erhaltung und Ordnung der sich außerhalb der Ringmauer befindlichen städtischen Flur sowie zur Instandhaltung von Wegen. Sie waren dadurch mit in die Verwaltung der mittelalterlichen Stadt eingebunden.
Die Mitglieder verpflichteten sich mit einem Schwur, den festgelegten Bedingungen treu zu folgen. Verstöße gegen die Statuten bewirkten hohe Geldstrafen oder den Ausschluss aus der Vereinigung. An der Spitze eines „Buirgedinges“ stand ein gewählter „Gebuirmeister“, welcher regelmäßige Versammlungen in das „Gebuirhaus“ mit Hilfe eines geschworenen Schützen einberief. Ein geschworener Schütze vertrat die Stelle eines Gerichtsboten oder des Polizeidieners. Während dieser Versammlungen wurden etwaige Streitigkeiten verhandelt und abgeurteilt, wobei sich dem Urteil jedes Mitglied zu unterwerfen hatte.
Bauerbänke gab es nicht nur in Köln. So ist für Fischenich im Umland von Köln neben dem Hofgericht auch eine Bauerbank bezeugt, deren Zuständigkeit und Verfahrensweise in einem „Bauernbrief“ geregelt waren.

### Die fünf Kölner Buirgedinge

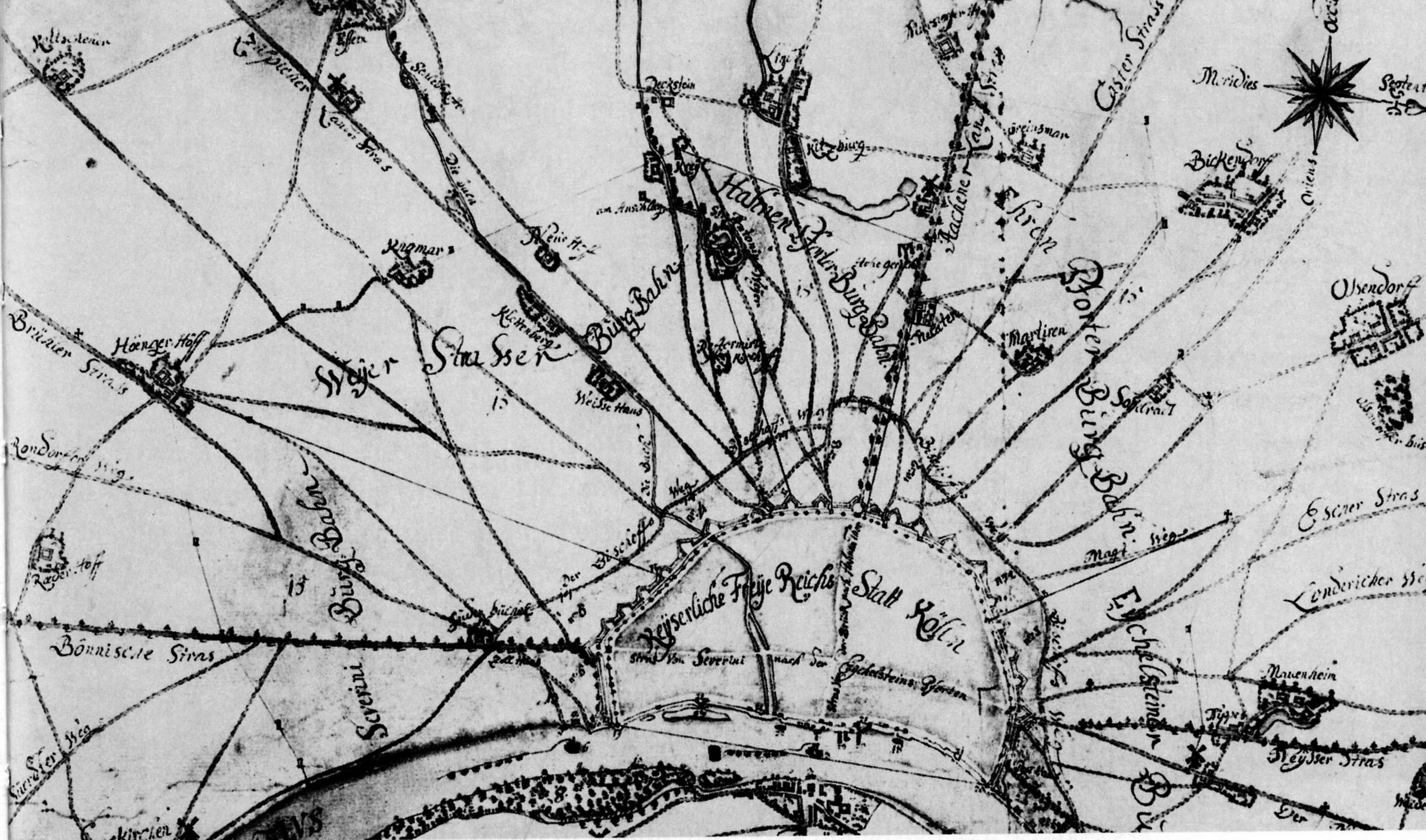
Die Schweidkarte des Abraham Hogenberg (1609) zeigt fünf Sektoren als Burgbahnen

Es gab fünf solcher Vereinigungen, die nach dem Sitz des „Gebuirhauses“ benannt wurden, und die den Kirchsprengeln an der Landseite nahe der Stadtmauer zugeordnet waren. Urkundlich angeführt wird die erste dieser Vereinigungen, die Bauerbank in der Weiherstraße, schon um 1240. Die fünf Bauerbänke waren jeweils zuständig für einen Sektor des Kölner Schweids, dem Bauernland vor der Stadtmauer: Die Bauerbank auf dem Eigelstein, 1391 als letzte vom Rat eingerichtet, gehörte dem Bezirk Sankt Kunibert an, die in der Friesenstraße dem Bezirk Sankt Christoph/Sankt Gereon, die Bauerbank Schaafenstraße dem Bezirk Sankt Mauritius, die älteste in der Weyerstraße zum Bezirk Sankt Pantaleon sowie eine am Kirchspiel Sankt Severin. In einer Karte des Kölner Schweids aus dem 17. Jahrhundert werden diese Bezirke zum Teil nach den Torburgen, durch die man in das entsprechende Gebiet gelangte, benannt. Offenbar korrumpierte der Autor der Karte das Wort „Buirbank“ zu „Burgbahn“ (siehe Burgbann).

### Darstellung als Kölscher Boor

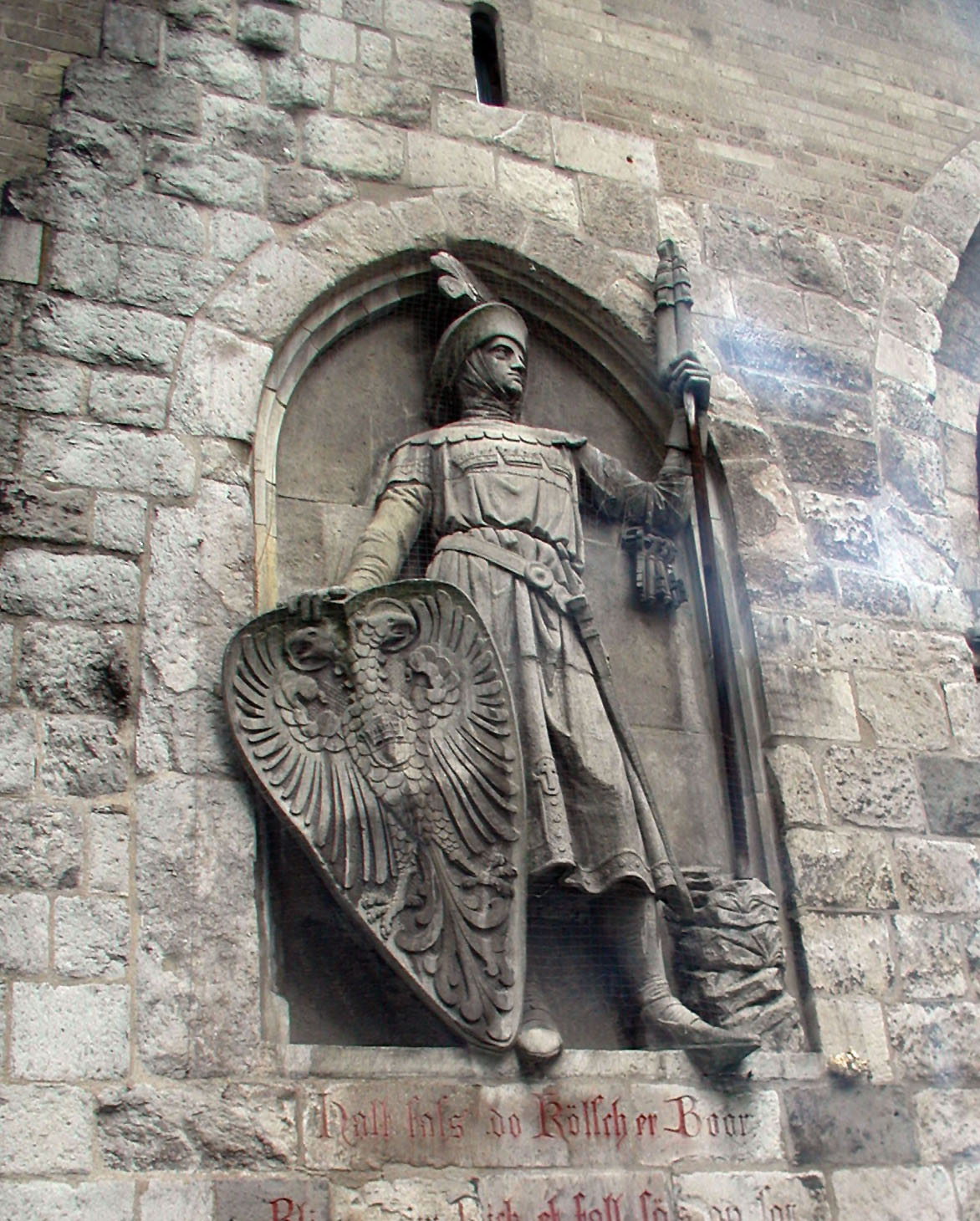
Kölner „Boor“, Figur am Eigelsteintor

Die Maler und Kupferstecher des 17. und 18. Jahrhunderts gebrauchten bei ihren Abbildungen des Kölner Bauern häufig die Bezeichnung „Kaiserlicher Bauer“ (da Köln als freie Reichsstadt nur dem Kaiser untertan war), so noch in einer Darstellung von 1820. In dem „Verzeichnis der Figuren des großen Cöllnischen Maskenzuges 1825“ erscheint der Bauer als „Der Repräsentant der handfesten Bauerbänke mit den 1288 zu Worringen tapfer verteidigten Stadtschlüsseln und dem Dreschflegel“, ein Vorläufer des Kölner Bauers in der „fünften Jahreszeit“, dem Karneval. Ob die Bauerbänker an der Worringer Schlacht teilnahmen, ist bisher nicht belegt, jedoch wahrscheinlich, denn die freien Kölner Bürger hatten sich im Kriegsfall zum Waffendienst zur Verfügung zu stellen.
Die Wandlung der Bezeichnung zu „Cöllnischer Bauer“ findet sich auf einem Farbdruck des Zeichners Levy Elkan von 1847.

### Ende der Kölner Bauerbänke
Gleich den Kölner Zünften wurden auch die Kölner Bauerbänke in der Franzosenzeit 1798 durch eine Verordnung der französischen Verwaltung aufgehoben.
Obwohl sie als öffentliche Einrichtungen nicht mehr bestanden, waren sie auch in der Folgezeit informell in der Stadt wirksam, vor allem im Brauchtum, den Festen ihres Kirchsprengels und im Kölner Karneval. So wurden die Jungen und Mädchen, die – als Kinder der Bauerbänker – bei Prozessionen Heiligenstatuen tragen durften, die „Hellige Knäächte un Mägde“ des Kölner Karnevals.
Als nach dem Abbruch der Stadtmauer und der Umwandlung der Feldflur in Baugebiete die Bauern in der Stadt keine Existenzgrundlage mehr besaßen, verloren sich auch ihre Vereinigungen. Neben diesbezüglichen Archivalien des Historischen Archivs der Stadt Köln erinnert heute nur noch die Bauerbankstraße im südlichen Kölner Stadtteil Zollstock an die Kölner Bauerbänke.
Die Bauerbank Eigelstein gründete 1852 aus einem Stammtisch heraus die Große Karnevalsgesellschaft Greesberger Köln, die auch heute noch Bestand hat und die älteste Familiengesellschaft und drittälteste Karnevalsgesellschaft in Köln ist.